# ARG Informatique
ARG Informatique (du nom de l'imprimerie « Atelier de Réalisations Graphiques » de Bertrand Brocard) a été créée par Bertrand Brocard et Gilles Bertin en 1984.
Ce fut l'une des premières sociétés d'édition de jeux vidéo en France.

## Historique
L'entreprise s'est transformée en Sarl en 1984.

## Liste des jeux
| Année | Nom                                                                            | Auteurs                            | Machine                                                                 |
| ----- | ------------------------------------------------------------------------------ | ---------------------------------- | ----------------------------------------------------------------------- |
|       | 1815                                                                           | Bertrand Brocard et Alain Savetier | Amstrad CPC, Oric Atmos, Oric 1, Thomson TO7/70 Thomson TO9 Thomson MO5 |
|       | Absurdity                                                                      |                                    | Amstrad CPC                                                             |
|       | Arcadie : Inferno + Vicky le jardinier                                         |                                    | Oric                                                                    |
|       | Cessna over moscow (édité par Hitech Productions)                              |                                    |                                                                         |
|       | Le lièvre et la tortue                                                         | Gilles Bertin                      | Oric                                                                    |
|       | J'apprends le langage Forth                                                    | Gilles Bertin                      | Oric                                                                    |
|       | Challenger Reversi                                                             |                                    | Amstrad CPC, Oric Atmos, Oric 1, MSX                                    |
|       | Disquette jeux Amstrad (regroupe Cobra, Force 4, Mission Detector et Stress !) |                                    | Amstrad CPC                                                             |
|       | Durendal                                                                       | Léopold GALLAND et Louis BRAVARD   | Oric Atmos, Oric 1                                                      |
|       | Echecs 3.7                                                                     | Henky Heijnen                      | Thomson MO5, Thomson TO7/70                                             |
|       | Formule 1                                                                      |                                    | Oric 1, Oric Atmos                                                      |
|       | Hollywood Palace                                                               |                                    | Amstrad CPC                                                             |
|       | Hyperspace 4                                                                   | Bertrand Brocard                   | Amstrad CPC, Oric Atmos, Oric 1                                         |
|       | Le Château de la Mort                                                          |                                    | Thomson TO7 TO7/70 TO9 MO5                                              |
|       | Mission Detector                                                               |                                    | Amstrad CPC                                                             |
|       | Mots croisés                                                                   |                                    | Oric                                                                    |